# Jakob Goldenthal
Jakob Goldenthal (* 16. April 1815 in Brody, Galizien; † 27. Dezember 1867 in Wien) war ein österreichischer Orientalist.

## Leben
Goldenthal starb am 27. Dezember 1867 als außerordentlicher Professor an der Universität Wien. Verdienstvoller als seine selbständigen Arbeiten (teilweise in den Denkschriften der Wiener Akademie, deren korrespondierendes Mitglied er war) sind die von ihm veranstalteten Ausgaben mehrerer handschriftlicher Werke aus der älteren jüdischen Literatur.

## Mitgliedschaften
Jakob Goldenthal war Mitglied der Deutschen Morgenländischen Gesellschaft.

## Publikationen
- Algazzalis Meisan al-Almal (Leipzig 1839)
- Todrosis hebräische Bearbeitung des Averroesschen Kommentars zu Aristoteles’ Rhetorik (1842)
- Kalonymi apologia Maimonidis (1845)
- Nissim ben Jakobs Clavis talmudica (Wien 1847)
- Rieti und Marini oder Dante und Ovid in hebräischer Umkleidung (1851) u. a.

Auch schrieb er eine arabische Grammatik in hebräischer Sprache (Wien 1862) sowie ein Lehrbuch der türkischen Sprache (Wien 1865).